# Sheriff Abba Sanyang
Sheriff Abba Sanyang, auch in der Schreibvariante Sherrif Abba, ist ein gambischer Politiker und Verwaltungsbeamter. Er war von Mai 2022 bis Juli 2023 Minister für Land und Regionalregierung.

## Leben
| Parlamentswahl | Stimmen | Stimmanteil     |
| -------------- | ------- | --------------- |
| 2007           | n/a     | ohne Konkurrenz |

Sheriff Abba Sanyang trat bei der Wahl zum Parlament 2007 als Kandidat der Alliance for Patriotic Reorientation and Construction (APRC) im Wahlkreis Foni Kansala in der Brikama Administrative Area an. Da es von der Opposition keinen Gegenkandidaten gab, konnte er den Wahlkreis für sich gewinnen. Sanyang war in dieser Legislaturperiode Vertreter bei der Interparlamentarischen Union. Zu den Wahlen zum Parlament 2012 trat er nicht an. Ab Juni 2014 war er im Gambisch-Senegalesischen ständigen Sekretariat als stellvertretender Exekutivsekretär (englisch Deputy Ececutive Secretary) tätig.
Am 1. März 2019 wurde Sanyang von der Regierung Adama Barrow zum Gouverneur der Central River Region (CRR) ernannt, er ersetzt Sulayman Barry.
Mit Bildung des neuen Kabinetts am 4. Mai 2022 berief Barrow Sanyang als Minister für Land und Regionalregierung (Minister of Lands and Regional Government).
Sanyang bat im Juli 2023 um sein Rücktritt als Minister für Land, Regionalregierung und religiöse Angelegenheiten, der von Barrow mit Wirkung zum 1. Juli  akzeptiert wurde.
Im Juli 2024 wurde vom Direktor der Staatsanwaltschaft gegen Sanyang Anklage erhoben werden verschiedener Korruptionsvergehen, die er während seiner Amtszeit als Gouverneur bzw. Minister begangen haben soll.

## Auszeichnungen und Ehrungen
- 2011 – Officer of the Order of the Republic of The Gambia.[7]